# 翁仁典
翁仁典（英語：Om Yentieng），柬埔寨政治人物，柬埔寨国务大臣兼国家反腐败委员会主席。

## 政治观点
- 2017年，翁仁典曾表示，柬埔寨把中国共产党的反腐经验视为模范。[1]
- 翁仁典声称美国是全世界最大的贪污国。[2]